# Produktivitätsfortschritt
Der Produktivitätsfortschritt ist in der Volkswirtschaftslehre und allgemein in der Wirtschaft der Fortschritt, welcher durch eine Erhöhung der Produktivität (Arbeitsproduktivität) gekennzeichnet ist.

## Allgemeines
Der Produktivitätsfortschritt ist eine volkswirtschaftliche oder betriebswirtschaftliche Kennzahl. Die Steigerung der Arbeitsproduktivität wird als Produktivitätsfortschritt bezeichnet. Der als Produktivitätsfortschritt bezeichnete Zuwachs der Arbeitsproduktivität ist eine entscheidende Größe für Lohnkosten und Lohnpolitik.

## Berechnung
Der Produktivitätsfortschritt lässt sich wie folgt ermitteln:
{\displaystyle \Delta Y=\delta a+\Delta Z+\Delta E}.
Die Produktion {\displaystyle Y} ergibt sich aus dem Arbeitseinsatz der Erwerbstätigen {\displaystyle E} und deren Arbeitszeit {\displaystyle Z} sowie dem Produktivitätsfortschritt {\displaystyle \delta a}. Danach entspricht beispielsweise die Wachstumsrate des Bruttoinlandsprodukts stets der Summe aus dem Produktivitätsfortschritt, der Änderungsrate der Ausbringung ({\displaystyle \Delta Y}), der durchschnittlichen Arbeitszeit ({\displaystyle \Delta Z}) und der Änderungsrate der Arbeitsplätze ({\displaystyle \Delta E}).

## Anwendung
Makroökonomie
Der Produktivitätsfortschritt kommt in mehreren Theorien wie beispielsweise der Prebisch-Singer-These zur Anwendung, die sich in der Außenwirtschaft mit den Auswirkungen des Welthandels auf die Terms of Trade der Exporteure von Primärgütern befasst. 
Die Drei-Sektoren-Hypothese des Jean Fourastié zeigt auf, wie sich der technische Fortschritt in den einzelnen Sektoren unterschiedlich auswirkt. Ein Produktivitätsfortschritt führt zunächst in der Landwirtschaft (primärer Sektor), mit einem Verzögerungseffekt auch in Industrie und Handel (sekundärer Sektor) zu einer Verringerung der Arbeitsnachfrage, während die Dienstleistungen des tertiären Sektors nur einen geringen Produktivitätsfortschritt aufweisen und deshalb für Arbeitskräfte aufnahmefähig sind.
Als kostenniveauneutral gilt eine Lohnpolitik, wenn bei gleichbleibenden anderen Kostenfaktoren die Nominallohnsätze mit der gleichen (entsprechend kleineren oder größeren) Rate wachsen wie die Arbeitsproduktivität. Diese Lohnpolitik wird produktivitätsorientiert genannt, wenn sich Lohnsteigerungen stets am Produktivitätsfortschritt orientieren und deshalb von den Arbeitskosten keine Preiserhöhungen (Inflation) ausgehen.
Die Kaufkrafttheorie der Löhne entstand ab 1928 insbesondere durch Fritz Tarnow. Sie besagt, dass bei Unterauslastung der Produktionsfaktoren einer Volkswirtschaft durch die Erhöhung von Löhnen auf Höhe des Produktivitätsfortschritts inflationsfrei die Kaufkraft und somit die Nachfrage nach Konsumgütern gesteigert werden könne. Nach der Produktivitätstheorie des Lohns sollen die Löhne in dem Ausmaß steigen, in dem die Arbeitsproduktivität gestiegen ist, weil  sich so das Verhältnis, mit dem die Wertschöpfung der Unternehmen sich auf Gewinne und Löhne aufteile, nicht ändere (sog. „produktivitätsorientierte Lohnpolitik“).
Die Entwicklungstheorie will erklären, warum bestimmte Regionen oder ganze Staaten (Entwicklungs- oder Schwellenländer) in Wirtschaft und Gesellschaft insbesondere hinter Industriestaaten zurückbleiben und hat dabei unter anderem die zu geringen Produktivitätsfortschritte in Entwicklungs- oder Schwellenländern als Ursache gefunden. Konkurrenzdruck und höhere Produktivitätsfortschritte in Industriestaaten haben zu deutlich fallenden Preisen bei Industrieprodukten geführt.
Betriebswirtschaftslehre
Ein Produktivitätsfortschritt bei der Arbeitsproduktivität in einem Unternehmen stellt sich ein, wenn die Ausbringungsmenge bei konstantem Arbeitseinsatz steigt oder bei konstanter Ausbringung der Arbeitseinsatz sinkt. Steigende Arbeitsproduktivität kann insbesondere durch erhöhte Arbeitsintensität, zunehmendem Kapitaleinsatz oder technischen Fortschritt erreicht werden.

## Beispiele
Demographie
Ein bedeutender Faktor einer Gesellschaft ist ihre Produktivität. Es kann lediglich so viel verteilt werden, wie die Gesellschaft erwirtschaftet. Da ein Industriestaat immer mehr erwirtschaftet, kann er zunehmende Teile seiner Bevölkerung am gesellschaftlichen Reichtum teilhaben lassen. So versorgte beispielsweise ein Landwirt im 19. Jahrhundert ca. 1,5 Personen. Um 1950 versorgte ein Landwirt ca. 14 Personen, und im Jahre 2001 stieg die Relation auf 88 Personen (ungeachtet von Überschüssen und Exporten, die diese Relation noch weiter ansteigen ließen). Dies ist eine Steigerung von über 500 %. Ähnliche Größenverschiebungen kann man im Waren- und Dienstleistungssektor erkennen. Daraus folgt, dass eine Gesellschaft mehr Reichtum produziert und deshalb einen größeren Alterslastquotienten und Kinderlastquotienten versorgen kann. Diese Aussage lässt sich auch modifiziert auf die Lebenssituation in Entwicklungs- und Schwellenländern übertragen. Dort ist das Durchschnittsalter geringer und das Bevölkerungswachstum wesentlich höher, sodass eine „günstigere“ Pro-Kopf-Relation vorherrscht. Trotzdem herrscht dort kein Sozialausbau oder Sozialaufbau. Im Gegenteil: Nicht die Relation zwischen Alt und Jung ist das Problem für den Auf- oder Ausbau sozialer Systeme, sondern die geringe Wertschöpfung und die rückständige Produktionsstruktur.
Landwirtschaft
Ein Beispiel aus der Landwirtschaft ist die Produktion von Dünger: Im anorganischen  Dünger oder Mineraldünger liegen die düngenden Elemente in Form von Salzen vor. Anorganische Dünger werden meist synthetisiert, also chemisch hergestellt, oder seltener im Bergbau gewonnen. Sie haben einen großen Produktivitätsfortschritt in der Landwirtschaft ermöglicht und werden heute sehr häufig eingesetzt. Problematisch sind die synthetischen Dünger in Anbetracht des enormen Energieaufwandes bei der Herstellung. Der Einsatz von Agrarmaschinen im Rahmen des technischen Fortschritts hat weitere Produktionsfortschritte in der Agrarproduktion bewirkt.
Wirtschaftspolitik
Monetäre Grenzen ergeben sich allenfalls durch die Lohnpolitik, die Lohnerhöhungen über den Produktivitätsfortschritt hinaus durchsetzt und damit eine kosteninduzierte Inflation verursacht (Lohn-Preis-Spirale). Wenn die Zentralbank darauf mit einer restriktiven Geldpolitik reagiert, kommt es zu konjunkturell unerwünschten Steigerungen des Zinsniveaus. Eine erfolgversprechende Globalsteuerung muss deshalb lohn- und geldpolitisch abgesichert werden. Wenn dies gelingt, lassen sich Verteilungskonflikte weitgehend vermeiden.

## Wirtschaftliche Aspekte
Der Zusammenhang zwischen Wirtschaftswachstum, Produktivitätsfortschritt und Beschäftigung wird regelmäßig bei der Erstellung so genannter Arbeitsmarktszenarien verwendet. Geht beispielsweise eine Prognose von einem jährlichen Wirtschaftswachstum von 3,5 %, einem Produktivitätsfortschritt von 3,0 %, einer Arbeitszeitverkürzung von 0,5 % und 120.000 Neuzugängen auf dem Arbeitsmarkt aus, dann nimmt die Zahl der Arbeitsplätze um 1,0 % zu, was bei einem Bestand von 25,5 Millionen jährlich 255.000 Arbeitsplätze bedeutet. Abzüglich 120.000 Neuzugänge verbleiben somit 135.000 zum Abbau der bestehenden Arbeitslosigkeit.